# 学校法人平安女学院
学校法人平安女学院（へいあんじょがくいん、英語: St. Agnes' School）は、大学、高校、中学校、こども園を運営する学校法人。聖アグネス (St. Agnes) を守護聖人とあおぐ。米国聖公会から派遣された教師によって開かれた日本聖公会系のミッション・スクールである。本部は京都府。略称は平女。
前身は、大阪市川口居留地にあった照暗女学校である。

## 沿革

### 略歴
起源は1875年、大阪市の川口居留地に英国国教会（イングランド国教会）を始祖とする米国聖公会から派遣されたアメリカ人教師のミス・エレン・ガードルード・エディが、当時手伝っていた男子学校「聖テモテ学校（のちの英和学舎、立教大学の前身）」に英語を習いに来た女子生徒を引き取って始めたMiss Eddy’s School（エディの学校、またはエディ女学院）である。1880年、名称を照暗女学校（英語名：St. Agnes’ School）と改めた（照暗の出典はヨハネによる福音書1章5節の「光は暗きに照り、暗きは之を暁らざりき。（明治元訳）」である）。同年、米国聖公会主教で後に日本聖公会主教になるジョン・マキムが来日し照暗女学校のチャプレンになる。
1894年、京都への移転のため16人の生徒を立教女学校（現在の立教女学院中学校・高等学校）へ転校させ一時閉校となった。
翌1895年、現在の名称である「平安女学院」に変更し開校する。
1937年に日中戦争が始まり、戦争の拡大が濃厚になってくると学院の外国人教師も相次いで帰国し、1941年には京都教区のニコルス主教も帰国することとなった。帰国する教師と牧師たちは、多数の書物を学院の図書館に寄贈した。この際、ニコルス主教が学院の土地、建物を日本聖公会へ寄付したため財団法人となる。
戦後は、1947年に平安女学院中学校を設置、翌1948年に平安女学院高等学校を設置、さらに1950年に専攻部を昇格させ平安女学院短期大学を発足させていき1951年に学校法人となる。
1987年に短期大学と幼稚園を大阪府高槻市へ移転し、2000年に平安女学院大学を滋賀県守山市に開学するが、2005年に滋賀県守山市の校地を閉鎖。大阪府高槻市に統合移転した。2007年、京都府京都市に国際観光学部を新設した。

### 年表
- 1874年
  - 3月 - 米国聖公会がインディアナ州サウスベンドのミス・エレン・エディ（Ellen G. Eddy）の派遣を決定[2]。
  - 11月 - ミス・エディが中国行の宣教医とその家族一行と共に横浜に到着[3]。
  - 11月17日 - ミス・エディが大阪の旧川口居留地に到着[2]。
- 1875年
  - 1月 - ミス・エディが「Miss Eddy's School」を開設[注釈 1]。
  - 9月 - 学校名を照暗女学校（英語名：St. Agnes' School）とする[5]。
- 1879年
  - 6月 - 川口居留地6番にあった元オーサカ・ホテルを購入し移転[5]。
  - この年、平均25名の生徒が通い、学校は順調に進展[2]。
- 1880年
  - 米国聖公会主教のジョン・マキムが来日し、照暗女学校のチャプレンに就任。
  - 12月 - 米国聖公会がバージニア州ローカストグローブ（英語版）のミス・ベル・ミチー（Belle T. Michie）を大阪の教師に任命[2]。
- 1881年
  - 2月9日 - ミス・ミチ―が大阪に到着し、照暗女学校でミス・エディを支援[2]。
  - 4月12日 - ミス・マーガレット・ミード（Margaret L. Mead）が教師に任命[注釈 2]。
  - 6月 - ミス・エディが帰国し[注釈 3]、後任の校長にミス・ミチーが就任。同月、ミス・ミードが大阪に到着[2]。
- 1882年12月14日 - ジョン・マキム牧師の司式で、ミチーが聖バルナバ病院創設者ランニングと結婚。ミチー（ミセス・ラニング）は校長を継続[2]。
- 1883年6月28日 - ミス・ミードが、イギリス海外福音伝道会（SPG）のエドマンド・ホッパー（Edmund C. Hopper）と結婚し、教師を退任[2]。
- 1884年
  - 1月8日 - バージニア州アレキサンドリアのミス・レベッカ・フォールズ（Rebecca F. Falls）が教師に任命[2]。
  - 5月2日 - ミス・フォールズが大阪に到着[2]。
  - 男子の受け入れをしないことを決定。
- 1885年
  - 4月 - ミス・フォールズが辞任。米国聖公会ミッションの人員は減少したが、残った人々の尽力で仕事が進展[2]。
  - 9月 - 立教大学校（後の立教大学）、立教女学校（後の立教女学院）に勤めていたミス・エマ・ウィリアムソン（Emma Williamson）が担任となる[2]。
  - この年、生徒数は36名から51名に増加[2]。
- 1886年1月 - ミセス・ラニングが辞任し、ミス・エマ・ウィリアムソンが3代目の校長に就任。
- 1887年 - ミス・ウィリアムソンの手腕により、生徒数は60人に達し、そのうち44人が寮生となった[注釈 4]。
- 1888年 - 学校は繁栄し、1年間の平均生徒数は75名となる[注釈 5]。
- 1891年 - ミス・ウィリアムソンが立教学校に戻ることになり、沢村繁太郎が学校で最初の日本人校長（4代目校長）に就任。
- 1892年 - 照暗女学校の京都移転を決定し、京都府より「私立照暗女学校」の設立認可を受ける[6]。京都移転に際し、ジョン・マキムにより新校長に津田梅子の招聘が決まるが、華族女学校に務める津田の辞職許可が文部省から下りず、開校を延期する。加えて日本政府が居留地外に外国資産を認める確証が得られるまで本館の建設を延期する[7]。
- 1894年4月 - 照暗女学校を京都に移転し校名を「平安女学院」に改称して開校する[8][6][9][10]。平安女学院の院主（校長）は多川幾造、外国人校長にグリング、教頭は田村邦太郎が務める。同校教師・生徒は聖公会小川講義所の礼拝に出席した[8]。平安女学院の開校に伴い照暗女学校は閉鎖し、女生徒全員（16人の生徒）を東京の立教女学校（現在の立教女学院中学校・高等学校）へ移す[11][12]。
- 1895年
  - 4月 - 平安女学院は開校式を行う[6][9][5]。
  - 6月 - 明治館が完成。
- 1896年 - 松山高吉が教師に就任。
- 1898年
  - 5月 - ジェームズ・ガーディナー設計による聖三一大聖堂（現京都教区主教座聖堂聖アグネス教会）が完成。
  - 10月 - ジョン・マキム主教により献堂式が行われる。
- 1902年 - 松山高吉の作詞による校歌が制定[13]。
- 1908年 - 田村初太郎が院長に就任。
- 1915年 - 高等女学校へ改組し、早川喜四郎が院長、田村初太郎が校長に就任。聖三一幼稚園を開園。
- 1919年 - 大正館が完成。
- 1920年 - 日本で初めて制服としてセーラー服を採用。
- 1921年 - 幼稚園を平安幼稚園と改称。
- 1929年 - 第1回クリスマス・カンタータを開催。
- 1941年
  - 2月 - ニコルス主教が帰国。
  - 4月 - 財団法人へ改組。
- 1947年 - 平安女学院中学校を開校。
- 1948年 - 平安女学院高等学校を開校。
- 1950年 - 平安女学院短期大学を開学。
- 1951年 - 学校法人平安女学院へ改組。
- 1975年 - 100周年記念演奏会を京都市交響楽団を迎え、開催。
- 1985年6月 - 京都キャンパスのチャペルが京都市の有形文化財の指定を受ける。
- 1987年 - 短期大学と幼稚園を高槻市へ移転。
- 2000年 - 平安女学院大学を滋賀県守山市に開学。
- 2003年 - 山岡景一郎が理事長・学院長に就任。
- 2005年 - 平安女学院大学を大阪府高槻市に移転。守山の建物・土地を立命館へ譲渡。
- 2007年 - 平安女学院大学国際観光学部を京都府京都市上京区に新設。

## 運営校

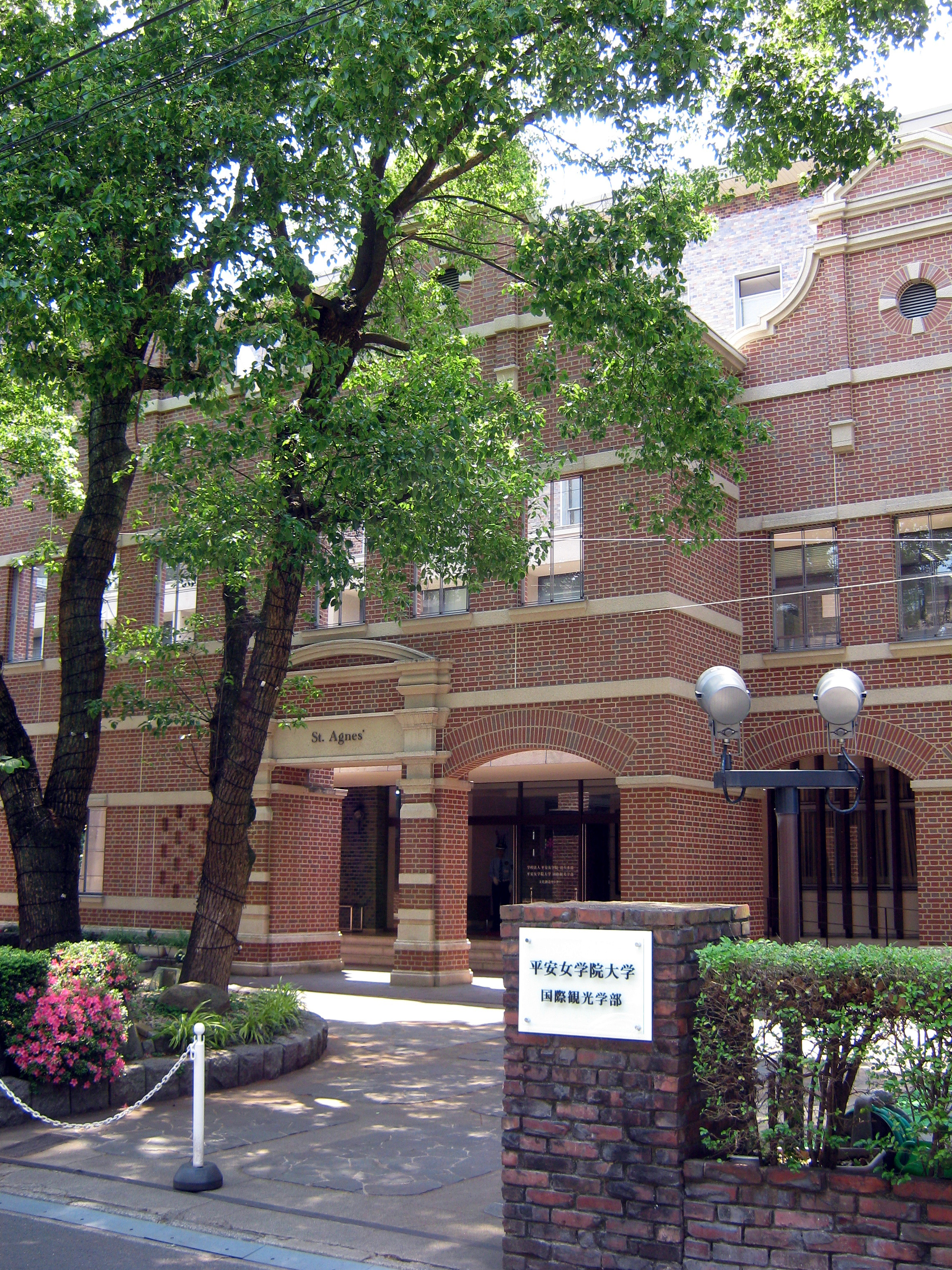
平安女学院大学京都キャンパス

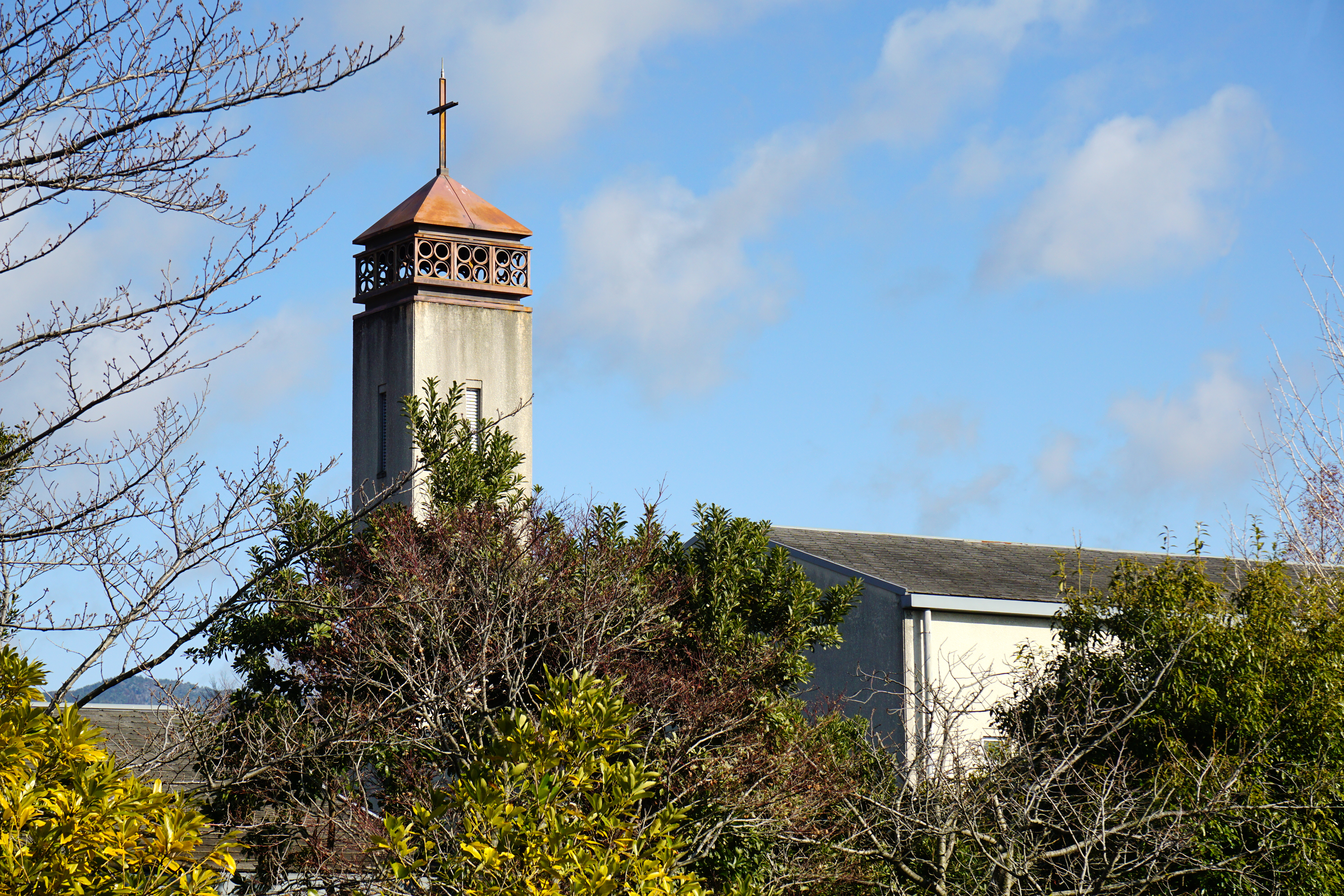
平安女学院大学高槻キャンパス

### 大学
平安女学院大学は、2000年に開設。
開設時には、滋賀県守山市と大阪府高槻市南平台にキャンパスがあったが2005年度から高槻市のキャンパスへ統合、2007年に京都府京都市にも開設。
本部と京都キャンパスの所在地は京都府京都市上京区下立売通烏丸西入五町目町172-2

高槻キャンパスの所在地は大阪府高槻市南平台5丁目81-1

### 短期大学部
平安女学院大学短期大学部は、京都府京都市に1895年に開設された高等科（後に専攻部）を前身とする。
1950年に短期大学に昇格。
2002年に大学に統合され短期大学部に名称変更
所在地は大学の高槻キャンパスと同一となっていた。
2022年3月をもって廃校となり、保育科は平安女学院大学子ども教育学部と統合した。

### 高等学校
平安女学院高等学校は、1948年に開設。
所在地は大学の京都キャンパスと同一。

### 中学校
平安女学院中学校は、1947年に開設。
所在地は大学の京都キャンパスと同一。

### こども園
平安女学院大学附属こども園は、1915年に開設された聖三一幼稚園を起源とするこども園で学院内では唯一男子を受け入れている。

#### こども園沿革
1915年に聖三一幼稚園としてタッカー主教によって京都市上京区烏丸通上長者町下るに設立された。2年後の1917年に京都市上京区室町通下立売下るへ移転し、1921年には名称を平安幼稚園へと変更する。さらに1941年に財団法人、1951年には学校法人となる。1966年に名称を平安女学院幼稚園へと変更する。1969年に京都市上京区衣棚通下立売下るへと移転する。1987年に平安女学院短期大学とともに高槻市南平台の高槻キャンパスへと移転する。2007年、平安女学院大学附属幼稚園に名称を変更。2019年、幼保連携型認定こども園「平安女学院大学附属こども園」に移行した。

## 施設

### キャンパス
- 京都キャンパス（京都府京都市）

1895年の照暗女学校の京都移転および平安女学院開校時から使用されている。現在は大学、高等学校、中学校、学院本部が置かれている。1987年の高槻キャンパス設置までは短期大学部、幼稚園も置かれていた。最寄り駅は京都市営地下鉄烏丸線丸太町駅。
- 高槻キャンパス（大阪府高槻市）

1987年の短期大学と幼稚園の移転によって設置されていた。最寄り駅はJR京都線高槻駅および阪急京都線高槻市駅。

### 講堂
平安女学院大学チャペル

### 明治館
イギリス人建築家A.N.ハンセルの設計により、1895年に建設される。設計には当時のイギリスの最新建築様式であるアン女王様式が採り入れられた。
国の登録有形文化財である。

### 昭和館

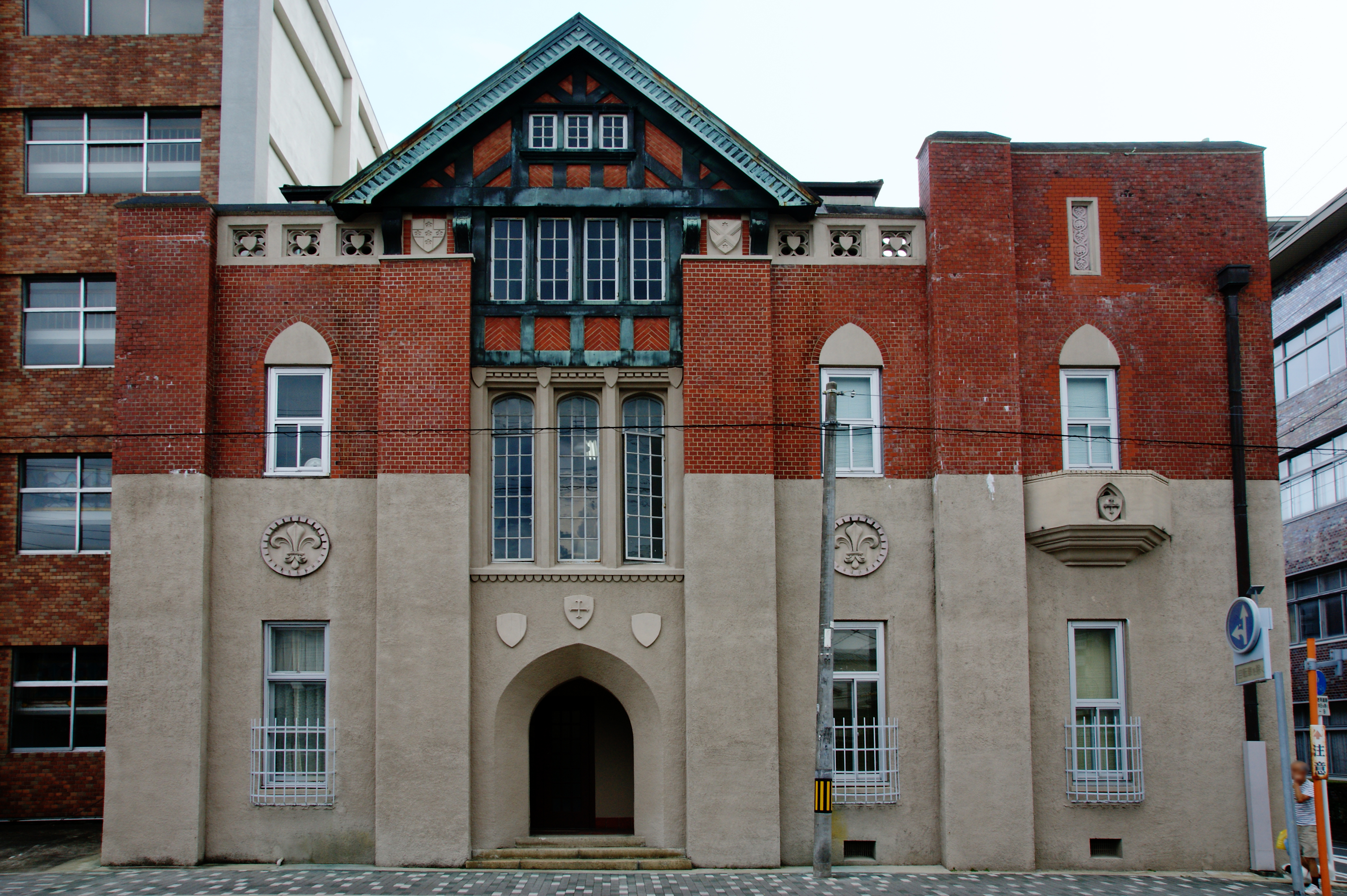
昭和館（京都キャンパス平安女学院中学校・高等学校）

設計はアメリカ人建築家J.V.W.バーガミニー、構造設計は内藤多仲が担い1929年に竣工したSRC造の校舎建築である。間口18m、奥行55mの規模をもつ。国登録有形文化財。

### 有栖館
旧有栖川宮家邸の一部。主屋・青天門・長屋門は国の登録有形文化財に登録されている。

### 聖アグネス教会

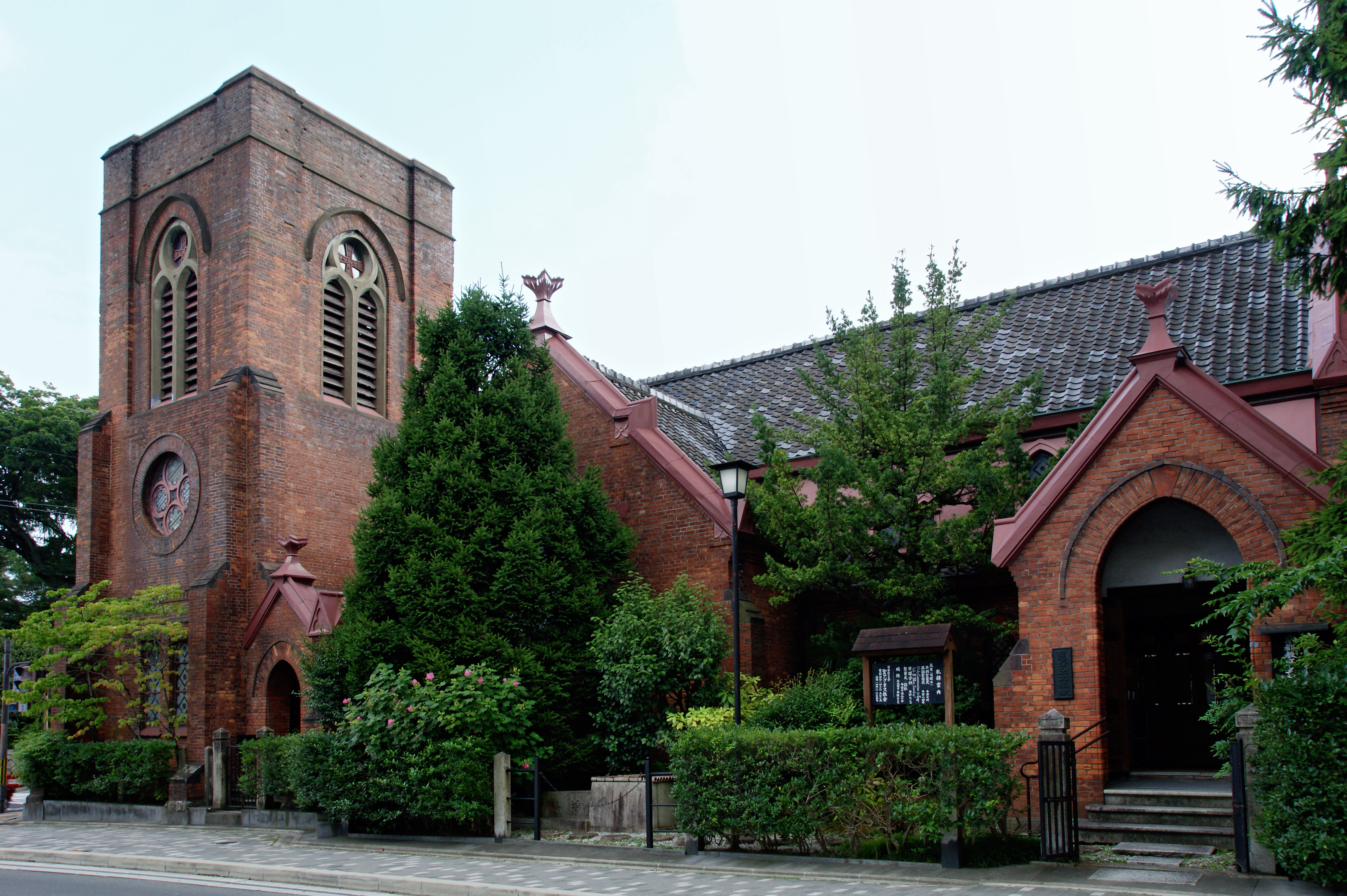
聖アグネス教会

聖アグネス教会は、アメリカ人建設家ジェームズ・ガーディナーにより、1898年に平安女学院のチャペルとして建てられた。建設当時は聖三一大聖堂と呼ばれていたが、1923年から聖アグネス教会となり現在に至る。京都市指定有形文化財である。
なお竣工直後の学院日誌には、「塔の紋が菊と紛らわしいので取り替えるよう警察から指示をうけた」という内容の記述が残っている。

### 武衛陣町
校地の大部分を占める武衛陣町は室町幕府の管領である斯波氏の邸宅『勘解由小路邸』跡で、『武衛陣』の名は同氏が武衛家と呼ばれていた事に由来する。また、室町幕府後期の将軍御所が置かれた場所でもあり、第13代将軍・足利義輝および第15代将軍・足利義昭が二条御所（旧二条城）を築き、幕府を運営していた。校地の一角に「斯波氏武衛陣跡・足利義輝邸跡」の石標と学院による説明板が設けられている。また別の場所には同じく学院による「旧二条城」の説明板が立つが、義昭の城が後に東宮誠仁親王の「二条御所」になったと、歴史的事実に相違する記述をしている。

### かつて存在していたキャンパス
- 守山キャンパス（滋賀県守山市）

2000年の大学によって設置されたが、2005年4月に高槻キャンパスに統合・閉鎖された。建物は改装・増築の上立命館守山中学校・高等学校となった。最寄り駅は東海道本線（琵琶湖線）守山駅。

## 校章
校章は1894年に作られたもので、「平」を図案化したものであるが、同時にコリントの信徒への手紙一13章13節「それゆえ、信仰と、希望と、愛、この3つはいつまでも残る。その中で最も大いなるものは、愛である」に由来する「信仰・希望・愛」の3つ精神を表している。制定当時の校章は後のものよりも線が太いものであった。